# Kabinetten-Barrot
De Kabinetten-Barrot waren Franse kabinetten van 20 december 1848 tot 30 oktober 1849. De premier was Camille Hyacinthe Odilon Barrot.

## Kabinet-Barrot I (20 december1848-mei1849)
- Camille Hyacinthe Odilon Barrot (liberaal/Orléanist) - Vicepresident van de Raad (premier), minister van Justitieen Grootzegelbewaarder
- Édouard Drouyn de Lhuys (diplomaat) - Minister van Buitenlandse Zaken
- Hippolyte Passy (links-liberaal/Orléanist) - Minister van Financién
- Léon de Malleville (links-liberaal/Orléanist) - Minister van Binnenlandse Zaken
- Théobald de Lacrosse (Bonapartist) - Minister van Openbare Werken
- Victor Destutt de Tracy - Minister van Marine en Koloniën
- Joseph Marcelin Rulhière (Orléanist) - Minister van Defensie
- Alfred, comte de Falloux (Legitimist) - Minister van Onderwijs en minister van Kerkelijke Zaken
- Jacques Alexandre Bixio (gematigde republikein) - Minister van Handel

Wijzigingen
- 27 december 1848: Léon Faucher (Orléanist) volgt De Malleville (Orléanist) op als minister van Binnenlandse Zaken. Louis Buffet volgt Bixio op als minister van Handel.

## Kabinet-Barrot II (mei1849-30 oktober1849)
- Camille Hyacinthe Odilon Barrot (liberaal/Orléanist) - Vicepresident van de Raad (premier), minister van Justitie en Grootzegelbewaarder
- Jules Dufaure (gematigde republikein) - Minister van Binnenlandse Zaken
- Alexis de Tocqueville (Orléanist) - Minister van Buitenlandse Zaken
- Hippolyte Passy (links-liberaal/Orléanist) - Minister van Financiën
- Victor Lanjuinas - Minister van Landbouw
- Théobald de Lacrosse (Bonapartist) - Minister van Openbare Werken
- Joseph Marcelin Rulhière (Orléanist) - Minister van Defensie
- Victor Destutt de Tracy - Minister van Marine en Koloniën
- Alfred, comte de Falloux (Legitimist) - Minister van Handel